# Erythrina chiriquensis
Erythrina chiriquensis är en ärtväxtart som beskrevs av Krukoff. Erythrina chiriquensis ingår i släktet Erythrina och familjen ärtväxter. Inga underarter finns listade i Catalogue of Life.